# Ärtingen (Bengtsfors)
Ärtingen är en sjö i Bengtsfors kommun i Dalsland och ingår i Göta älvs huvudavrinningsområde. Sjön är 18 meter djup, har en yta på 5,51 kvadratkilometer och befinner sig 94,1 meter över havet,  Sjön avvattnas av vattendraget Årbolsälven (Gottarsbyälven).
Ärtingen befinner sig mellan Bengtsfors och Ärtemark.  Runt ön finns två campingplatser. Det finns även fisk utplanterad i sjön.

## Delavrinningsområde
Ärtingen ingår i delavrinningsområde (654913-129123) som SMHI kallar för Utloppet av Ärtingen. Medelhöjden är 123 meter över havet och ytan är 25,1 kvadratkilometer. Räknas de 15 avrinningsområdena uppströms in blir den ackumulerade arean 116,44 kvadratkilometer. Årbolsälven (Gottarsbyälven) som avvattnar avrinningsområdet har biflödesordning 3, vilket innebär att vattnet flödar genom totalt 3 vattendrag innan det når havet efter 202 kilometer. Avrinningsområdet består mestadels av skog (55 procent) och jordbruk (13 procent). Avrinningsområdet har 5,49 kvadratkilometer vattenytor vilket ger det en sjöprocent på 21,8 procent.